# 新安镇 (平果市)
新安镇，是中华人民共和国广西壮族自治区百色市平果市下辖的一个乡镇级行政单位。

## 行政区划
新安镇下辖以下地区：
布思村、中桥村、新安村、那劳村、道峨村、大隆村、咸曹村、南立村、龙越村、坡南村、龙黄村、汤那村、生坡村、三合村、西兰村、都先村、顶农村和新华村。